# Maechidius crenaticollis
Maechidius crenaticollis är en skalbaggsart som beskrevs av Blackburn 1888. Maechidius crenaticollis ingår i släktet Maechidius och familjen Melolonthidae. Inga underarter finns listade i Catalogue of Life.